# Feu roulant

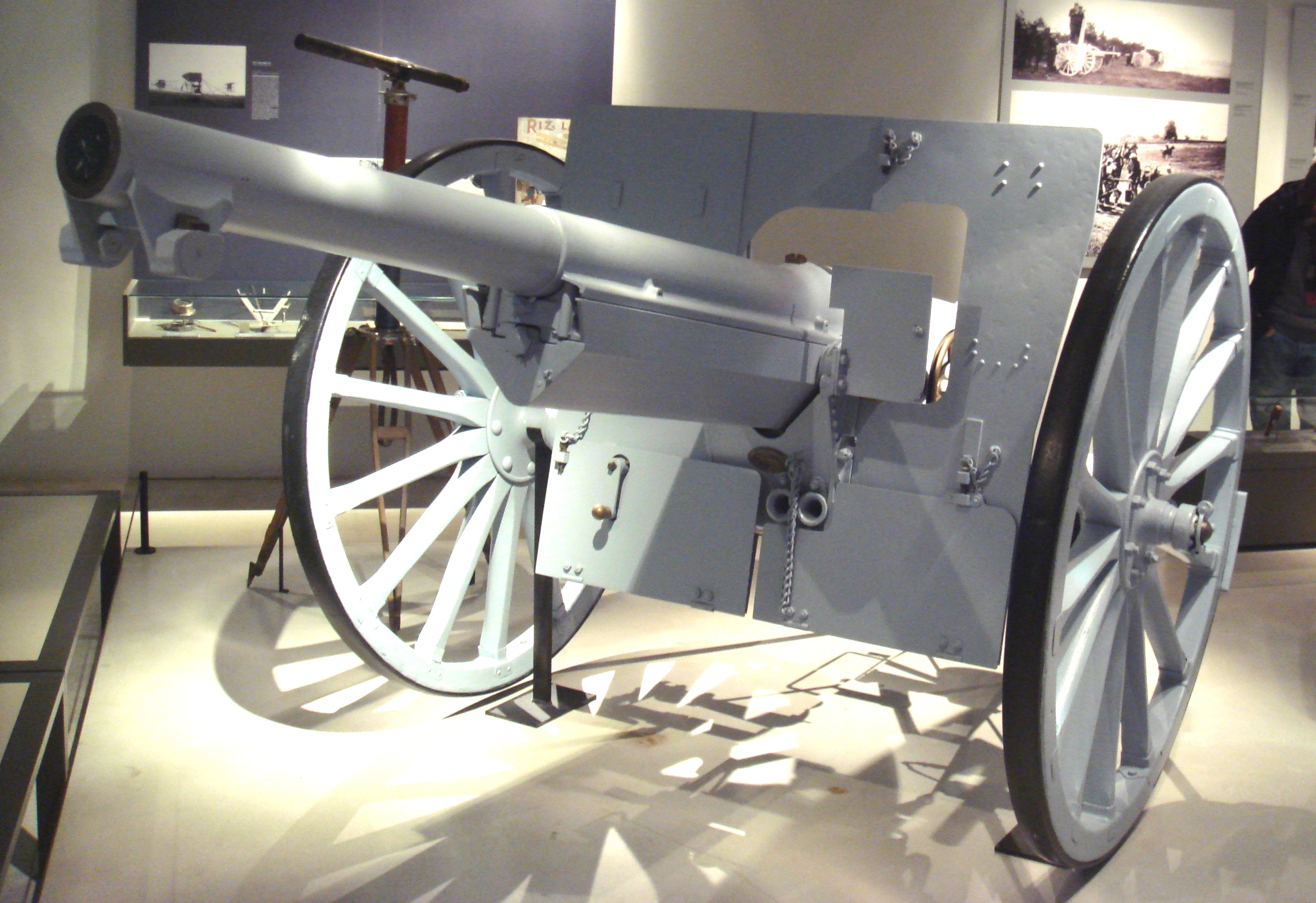
Canon de 75 utilisable en feu roulant

Le feu roulant de l'artillerie est une technique de combat imaginée en juillet 1918, durant la Première Guerre mondiale, par le général français Charles Mangin qui applique la tactique du feu roulant sur l'armée allemande partout où elle recule, la désorganisant dans sa retraite.
Une autre méthode militaire appelée "feu roulant" est déjà utilisée au moment de la révolution française, comme en témoigne Kléber dans ses mémoires sur la Bataille de Savenay.

## Explication
Selon Mangin, les canons de 75 avancent sur le terrain abandonné par l'ennemi en retraite qui ne parvient pas à sortir du champ de tir qui avance avec lui. Il démontrait ainsi la supériorité de l'attaque sur la défense, préfigurant ainsi les analyses du général de Gaulle et les choix de l'armée allemande en 1940. Cette tactique a toute son utilité en l'absence de char d'assaut.

## Applications militaires
- Bataille de la crête de Vimy
- Bataille de Château-Thierry (1918)
- Bataille du Chemin des Dames